# 罗河水库
罗河水库是中国湖北省随州市境内的一座水库，位于府河上游均水西支上，建于1971年。水库正常库容为3182万立方米，集雨面积为56.5平方千米，海拔为128米。